# George Greenwood

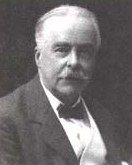
G. G. Greenwood

Sir  Granville George Greenwood (* 3. Januar 1850; † 27. Oktober 1928) war ein englischer Parlamentarier, Shakespeare-Forscher und Rechtsanwalt.

## Leben
Greenwood wurde als zweiter Sohn von John Greenwood, geboren. Er studierte am Eton College, wurde für ein „Newcastle Stipendium“ ausgewählt und immatrikulierte sich am Trinity College, Cambridge. Er absolvierte 1873 mit Auszeichnung die klassische Tripos-Ausbildung in Cambridge. Nachdem er 1878 im Middle Temple zum Anwalt ernannt worden war, schloss er sich dem Gericht des Western Circuit an. Er heiratete 1878 Laura, die Tochter von Dr. Cumberbatch. Aus der Ehe gingen ein Sohn und drei Töchter hervor.
Er bewarb sich 1876 für den Wahlkreis Peterborough und 1900 für den Wahlkreis Hull Central. 1906 gewann er Peterborough für die Liberale Partei und hielt dieses Mandat bis Dezember 1915, als er sich wegen einer Gelenkerkrankung zurückziehen musste. 1916 wurde er als Knight Bachelor geadelt.

## Leistungen
Greenwood galt als vehementer Tierschützer, gehörte zum Council der Royal Society for the Prevention of Cruelty to Animals (Königliche Gesellschaft zur Verhütung von Grausamkeiten an Tieren) und war Präsident zahlreicher Gesellschaften. Er war bereits zu einer Zeit Bedfürworter einer Unabhängigkeit Indiens, als in England noch kaum jemand seine Stimme dafür erhob.
Daneben gilt Greenwood als einer der ersten und bedeutendsten Verfechter der Shakespeare-Urheberschaftsdebatte und veröffentlichte zahlreiche Bücher und Artikel über dieses Thema. Er war häufig Korrespondent der Times zu diesem Thema und zum Tierschutz.

## Werke
Greenwood verfasste zwischen 1908 und 1924 über das Thema der Shakespeare-Urheberschaft zwölf Bücher und zahlreiche Artikel.
Als fruchtbarer und unterhaltsamer Schriftsteller engagierte er sich in öffentlichen Debatten, Foren, Zeitungen und literarischen Zeitschriften u. a. mit dem damals führenden Shakespeare-Biographen Sidney Lee.
Auch wenn Greenwood im frühen 20. Jahrhundert als der bedeutsamste sogenannte „Anti-Stratfordianer“ galt, hat er sich stets geweigert, einen speziellen Alternativkandidaten zu favorisieren. Er zog es vor, zu den Agnostikern über die Identität Shakespeares gezählt zu werden, zeigte sich aber stets offensiv in der Ansicht, dass die traditionelle Sicht der „Stratfordianer“ über die Identität William Shakespeares nicht zu halten bzw. zu verteidigen sei. Er gründete 1922 zusammen mit Looney die Gesellschaft The Shakespeare Fellowship, die es sich zur Aufgabe gemacht hatte, die öffentliche Diskussion und Wissenschaftliche Bearbeitung der Autorschaftsfrage von Shakespeare voranzubringen.
Zu seinen wichtigsten Veröffentlichungen gehören:
- The Shakespeare Problem Restated (1908) Nachdruck 1937, bis heute
- In re Shakespeare: Beeching vs Greenwood (1909)
- The Vindicators of Shakespeare (1911)
- Is There a Shakespeare Problem? (1916)
- Letters to The Nation and the Literary Guide (1915–1916)
- Shakespeare's Law and Latin (1916)
- Shakespeare's Law (1920)
- Shakspere's Handwriting (1920)
- Ben Johnson and Shakespeare (1921)
- Smithson Baconian Essays (Introduction and two essays) (1922)
- Lee, Shakespeare and a Tertium Quid (1923)
- Shakespeare's Signature and "Sir Thomas More" (1924).